# Cercestis afzelii
Cercestis afzelii är en kallaväxtart som beskrevs av Heinrich Wilhelm Schott. Cercestis afzelii ingår i släktet Cercestis och familjen kallaväxter. Inga underarter finns listade.